# روتساندنولين
روتساندنولين (بالإنجليزية: Rotsandnollen)‏ هو أحد جبال سلسلة جبال الألب أوري ويقع في كانتون نيدفالدن/كانتون أوبفالدن في سويسرا. يحتل المرتبة رقم 293 في قائمة جبال سويسرا من حيث الارتفاع، إذ يبلغ ارتفاعه حوالي 2700 متر، بينما يبلغ ارتفاع نتوء الجبل 493 متر.